# Літні татусі
«Літні татусі» (англ. Old Dads) — американська драматична комедія 2023 року, знята режисером-дебютантом Біллом Барром, що є також продюсером і співавтором сценарію. У фільмі знімаються Білл Барр, Боббі Каннавале та Бокім Вудбайн. У центрі сюжету історія трьох друзів середнього віку (в українській назві фільму — «літні»), які не бажають, але вимушені миритися зі змінами сучасного світу. Фільм вийшов на платформі Netflix 20 жовтня 2023 року.

## Акторський склад
| Актор                 | Роль                       |
| --------------------- | -------------------------- |
| Білл Барр             | Джек Келлі                 |
| Боббі Каннавале       | Коннор Броуді              |
| Бокім Вудбайн         | Майк Річардс               |
| Кеті Аселтон          | Лія Келлі                  |
| Рейн Едвардс          | Брітні                     |
| Джекі Тон             | Кара Броуді                |
| Майлз Роббінс         | Аспен Белл                 |
| Рейчел Гарріс         | доктор Лоїс Шмікель-Тернер |
| Деш Макклауд          | Нейт Келлі                 |
| Джастін Майлз         | Тревіс Ромін               |
| К. Томас Гауелл       | Ед Кемерон                 |
| Брюс Дерн             | Річі Джейкобс              |
| Домінік Грей Гонсалес | Колін Броуді               |
| Наташа Леджеро        | Келлі                      |
| Катріна Бовден        | Джоанна                    |
| Анджела Гюльнер       | Мімі                       |
| Джош Бренер           | Дана                       |
| Ерін Ву               | Діамель                    |
| Карл Тарт             | Браян Додсон               |
| Рік Глассман          | Гантер Льюїс               |
| Еббі Кобб             | Джуді                      |
| Том Аллен             | Скутер                     |
| Рорі Сковель          | Терранс Гаффі-Швінн        |
| Стеф Толев            | Стеф                       |
| Пол Волтер Гаузер     | Трейсі                     |

## Виробництво
Специфікація сценарію для «Літніх татусів» була помічена у 2020 році. У березні 2022 року було оголошено, що Білл Барр є співавтором сценарію, режисером і виконавцем головної ролі в проєкті під назвою «Літні татусі» для Miramax і власної продюсерської компанії Барра «All Things Comedy». Оголошено, що разом із Барром у головних ролях з'являться Боббі Каннавале та Бокім Вудбайн.
Співавтором сценарію став Бен Тішлер, який також є продюсером разом із Барром, Біллом Блоком, Монікою Левінсон і Майком Бертоліною. У березні 2022 року повідомлялося, що Кеті Аселтон грає дружину персонажа Барра, Лію. Того ж місяця Рейн Едвардс була додана до акторського складу як Брітні, дівчина Вудбайна.
Основні зйомки розпочалися в Лос-Анджелес і 2 березня 2022 року. До акторського складу приєдналися Джекі Тон, Майлз Роббінс, Рейчел Гарріс, Деш Макклауд, Джастін Майлз, Наташа Леггеро, Катріна Боуден, Джош Бренер і Рорі Сковел. The Hollywood Reporter, який брав інтерв'ю у Барра у квітні 2022 року, описав цей фільм як «напівавтобіографічний» і що сценарій був натхненний тим, що Барр і Тішлер стали батьками відносно пізно. Бертоліна назвав це «стендапом Білла в оповідній формі».

## Випуск
«Літні татусі» вийшли на Netflix 20 жовтня 2023 року.

## Сприйняття
На вебсайті агрегатора рецензій Rotten Tomatoes 19 % із 27 відгуків критиків є позитивними із середньою оцінкою 3,8/10, хоча середній рейтинг аудиторії становить 89 %. Metacritic, який використовує середньозважену оцінку, поставив фільму оцінку 42 зі 100 на основі 10 критиків, вказуючи на «змішані або середні» відгуки.